# 小果珍珠花
小果珍珠花（学名：Lyonia ovalifolia var. elliptica）为杜鹃花科珍珠花属下的一个变种。